# Cmentarz żydowski w Morągu

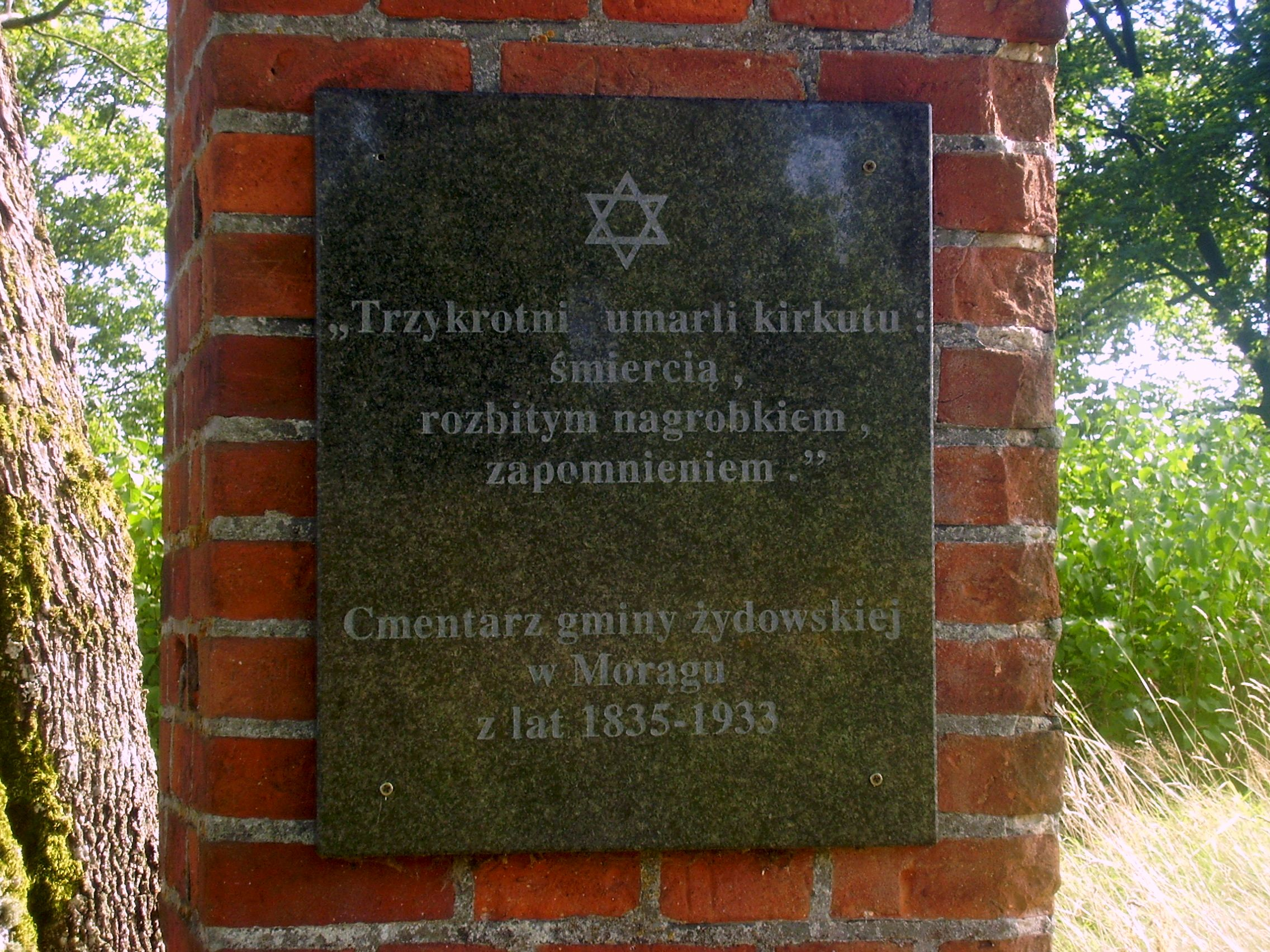
Tablica przed kirkutem

Cmentarz żydowski w Morągu – został założony w I połowie XIX wieku i zajmuje powierzchnię 0,2 ha. Do naszych czasów zachowało się około dziesięciu nagrobków, z których najstarszy pochodzi z 1850 roku. Inskrypcje są w języku hebrajskim oraz niemieckim.